# Tropaeolum warmingianum
Tropaeolum warmingianum là một loài thực vật có hoa trong họ Tropaeolaceae. Loài này được Rohrb. miêu tả khoa học đầu tiên năm 1872.